# Occupazione di Addis Abeba
L'occupazione di Addis Abeba, o marcia della ferrea volontà, come la definì Pietro Badoglio, fu l'azione conclusiva della guerra di Etiopia. La presa della capitale infatti, in concomitanza con la decisione di Hailè Selassié di prendere la via dell'esilio e il conseguente incontro alla stazione di Dire Daua fra le truppe italiane del fronte nord e fronte sud sancirono formalmente la fine della campagna.

## La preparazione
Dopo la sconfitta dell'ultima armata etiope del fronte nord nella battaglia di Mai Ceu e il successivo annientamento delle colonne in ritirata operato dalla regia aeronautica nella battaglia del lago Ascianghi, non vi era più alcun valido ostacolo che si frapponesse fra le truppe italiane e Addis Abeba.

### Le direttive di Badoglio
Badoglio decise di mettere a frutto le vittorie appena conseguite procedendo con la massima celerità sia all'occupazione del territorio indifeso, sia all'organizzazione dell'ultimo balzo verso la capitale. A tal proposito il 5 aprile ordinò al corpo di armata indigeno composto dalla 1ª Divisione eritrea e dalla 2ª Divisione eritrea di incalzare gli avversari in ritirata e di occupare Dessié entro il 15 aprile; nel frattempo il I corpo d'Armata avrebbe dovuto sostare fra Mai Ceu e Quoram dedicandosi ai lavori stradali, ai genieri spettava il compito di completare la strada a nord di Mai Ceu mentre l'intendenza sotto il comando del generale Fidenzio Dall'Ora ricevette l'ordine di spostare in avanti i magazzini e di organizzare un'autocolonna per marciare su Addis Abeba.

### La presa di Dessié
Il 9 aprile, dopo tre giorni di sosta a Quoram resisi necessari per riorganizzare le truppe, i 30000 uomini del corpo d'armata indigeno agli ordini di Alessandro Pirzio Biroli si misero in marcia verso Dessié. Nonostante la rapida avanzata assistita dagli aviolanci della regia aeronautica gli ascari non riuscirono ad ingaggiare le retroguardie etiopi ed ostacolati soltanto dal maltempo e dalla elevata mortalità delle bestie da soma riuscirono a coprire circa 250 km in 6 giorni entrando senza incontrare resistenza alcuna la mattina del 15 aprile in una Dessié abbandonata precipitosamente poche ore prima dal principe ereditario Asfa Uossen.

### La preparazione logistica
Mentre Dall'Ora era intento a raggruppare in Eritrea tutti i mezzi motorizzati disponibili, i lavori del genio e del I corpo d'Armata per completare la strada fra l'Amba Alagi e Quoram proseguivano senza sosta, e, grazie al lavoro incessante di circa 50000 uomini, il 17 aprile la strada che congiungeva Asmara e Dessié poteva dirsi completata ed era quindi possibile cominciare a far affluire a Dessié i 1785 automezzi che erano stati recuperati per costituire l'autocolonna richiesta da Badoglio.
Nel frattempo giungevano al quartier generale notizie contraddittorie in merito alla consistenza delle truppe abissine schierate fra Dessié e la capitale. Secondo alcune stime si riteneva potessero incontrarsi dai 20000 ai 40000 armati pronti a sbarrare il passo, ma Badoglio, convinto del disfacimento dell'Impero etiope e forte dell'esperienza accumulata nelle battaglie del mese precedente, era dell'opinione che non vi fosse alcun serio ostacolo lungo i 400 km di strada che separavano l'ex quartier generale di Hailé Selassié da Addis Abeba.
Fermo nelle sue convinzioni Badoglio ruppe gli indugi e il giorno 20, utilizzando 12 Caproni 133, trasferì l'intero stato maggiore da Endà Iesus a Dessié e il giorno 23 emanò gli ordini definitivi assumendo di persona il comando della colonna.

### La ritirata dell'Imperatore verso Addis Abeba
Mentre gli italiani pianificavano l'ultimo balzo verso la capitale etiope, Hailè Selassiè, in ritirata da Mai Ceu, sfuggì fortunosamente alla trappola dell'Ascianghi e, dopo aver eluso attraverso marce notturne gli osservatori italiani, riuscì a far perdere le proprie tracce entrando nella città santa di Lalibelà in giorno 13 aprile dove sostò due giorni per poi riunirsi il giorno 15 ai resti dell'esercito in ritirata.
Giunto il 22 presso Dessié, l'imperatore venne a sapere da informatori che la città era già caduta in mano agli italiani e che il figlio Asfa Uossen l'aveva abbandonata qualche giorno prima. Hailè Selassié ordinò quindi di ripiegare sino a Uorrà Ilù dove, grazie alla presenza di alcune linee telefoniche, si sarebbe potuto mettere in contatto con Addis Abeba; ma quando era ormai in vista della destinazione, le avanguardie lo avvisarono che un reparto di cavalleria italiano aveva già occupato la cittadina. Nonostante l'imperatore avesse in un primo momento preso in considerazione l'ipotesi di attaccare l'avamposto in cerca forse di una piccola vittoria locale che rivitalizzasse il morale della truppa, decise poi di desistere di fronte all'opposizione ferma dei suoi consiglieri che gli fecero presente che il numero di uomini validi a disposizione era troppo esiguo per prendere iniziative.
Rinunciando quindi ad ogni proposito di contrattacco, anche in virtù del fatto che la velocità con cui avanzavano le colonne italiane non consentiva di approntare alcuna linea di difesa, Hailè Selassié decise di continuare nella ritirata usufruendo di piste impervie sconosciute agli italiani. Attraverso tali piste, dopo aver percorso 550 km giunse il 29 aprile a Ficcé, da qui, congedando le poche truppe rimaste a disposizione salì con alcuni dignitari e consiglieri su alcuni autocarri giungendo ad Addis Abeba nella mattina del 30 aprile.

## La marcia sulla capitale
Badoglio organizzò la marcia sui tre colonne: quella autocarrata comandata dal generale Italo Gariboldi e quella composta da battaglioni di ascari al comando del colonnello De Meo avevano il compito di percorrere la strada imperiale da Dessié a Debrà Berhan per un totale di 400 km, mentre quattro battaglioni della 1ª Divisione eritrea agli ordini del generale Gallina dovevano percorrere su di un percorso alternativo la strada Dessiè - Uorrà Ilù - Dobà Embertà per un totale di 310 km.

### Le forze in campo
Nel complesso l'azione sulla capitale venne intrapresa da 10000 nazionali, 10000 ascari eritrei, uno squadrone di carri veloci, 11 batterie di artiglieria più alcuni contingenti in rappresentanza delle varie armi e specialità del corpo di spedizione del fronte nord.
Badoglio era talmente sicuro che l'impresa non comportasse rischi eccessivi che invitò a prendere parte alla marcia il sottosegretario alle colonie Alessandro Lessona, i generali Alessandro Pirzio Biroli e Ruggero Santini e il futuro governatore di Addis Abeba Giuseppe Bottai.

### La marcia

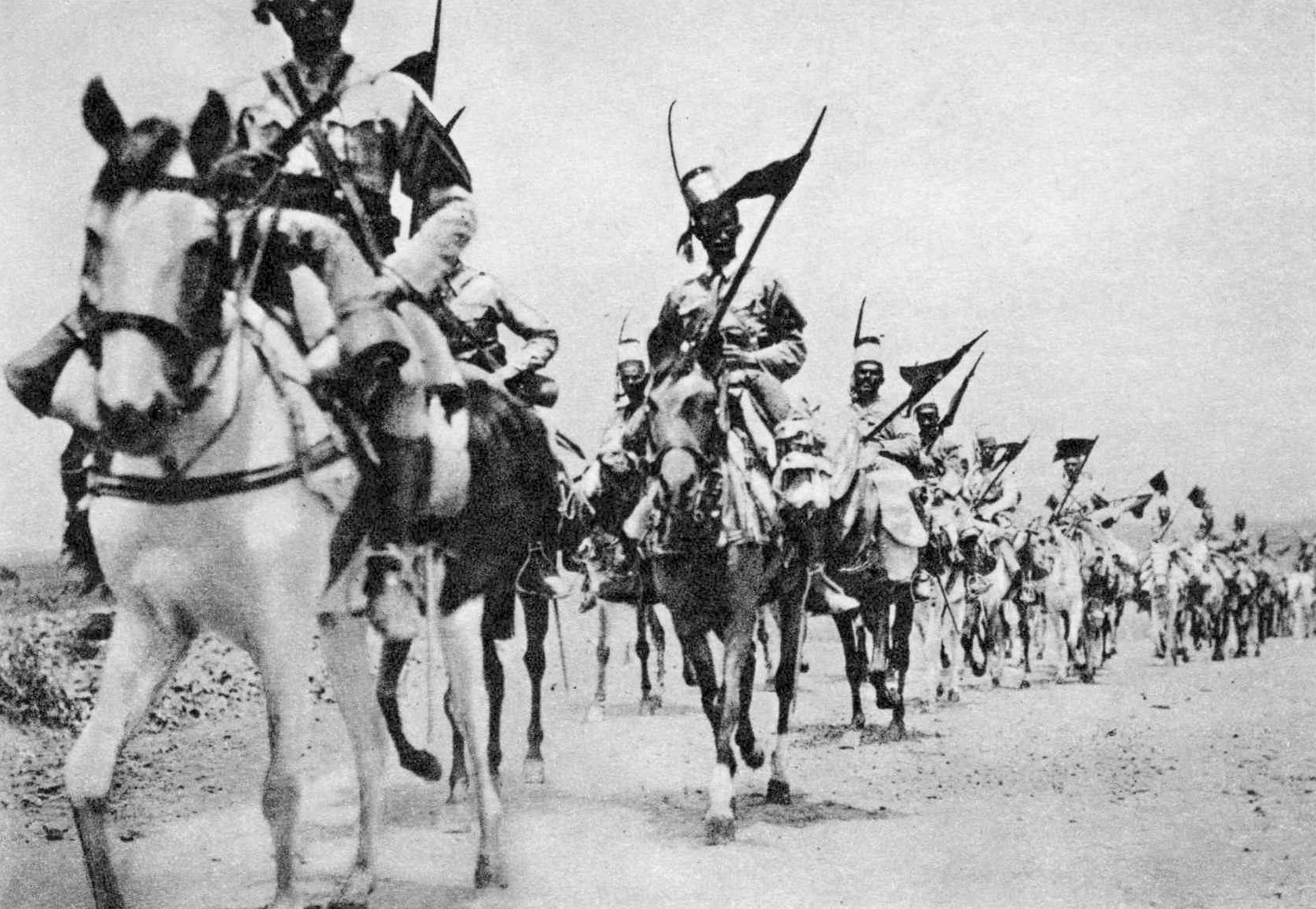
Ascari eritrei a cavallo durante la marcia su Addis Abeba

La mattina del 26 aprile, mentre Hailé Selassiè non era ancora giunto a Ficcé, partì da Dessié la colonna principale che contava quasi 13000 uomini preceduta a scopo precauzionale dalle due colonne di ascari ognuna forte di 4000 uomini.
In un primo momento la marcia si svolse senza incontrare resistenze particolari da parte degli etiopici, fatta eccezione per un conflitto a fuoco di scarsa rilevanza a Macfud il 29 aprile. Tuttavia gli etiopici stavano organizzando con tutte le forze disponibili presso la ripida salita di passo Termabér l'ultima disperata resistenza, il piano prevedeva di impiegare anche i cadetti della scuola militare dell'Olettà, supportati da alcuni pezzi di artiglieria. A capo delle truppe abissine vi era un capitano svedese di nome Tamm, al quale però non furono inviati dalla capitale i rinforzi promessi per cui, visto fallire il piano per mancanza di rinforzi adeguati, fu costretto a limitarsi a sabotare la marcia facendo brillare alcune cariche di esplosivo che fecero franare la strada in uno dei punti più impervi.
Dopo aver eliminato un nucleo di 15 etiopi di guardia al passo grazie all'ausilio di una compagnia di alpini, gli sforzi degli italiani si concentrarono nel riuscire a rendere di nuovo percorribile la strada che per 35 metri aveva subito un danno gravissimo poiché si era aperta una voragine e si era generato un salto nel vuoto di circa 500 metri. Migliaia di uomini nelle seguenti 36 ore lavorarono ininterrottamente, spesso in cordata e quasi sempre sotto una pioggia torrenziale, per consentire alla colonna di poter transitare, ciò fu possibile però solo il 3 maggio dopo quasi tre giorni di sosta forzata.

### La decisione della via dell'esilio per Hailé Selassié
Mentre la colonna italiana era bloccata a passo Termabér, Hailé Selassié rientrava nella capitale e, deciso ad effettuare una resistenza ad oltranza utilizzando i 6000 uomini di presidio della capitale rinforzati dai reduci validi dell'armata decimata presso il lago Ascianghi convocò immediatamente il 30 aprile stesso una riunione dei suoi consiglieri al Ghebì imperiale. Dopo aver illustrato i suoi propositi di difesa della capitale attestando le truppe rimanenti alle porte della città e spostando nel contempo il governo a Goré, città ritenuta irraggiungibile dalle truppe italiane durante la stagione delle piogge, l'imperatore lasciò che i grandi dignitari di corte discutessero dei suoi piani. Nel contempo ricevette gli ambasciatori inglese e francese che confermarono ad Hailè Selassié il loro disimpegno dal punto di vista militare nella vertenza italo-etiopica, suggerendo al contempo di desistere dall'idea di difendere la capitale che ospitava migliaia di cittadini stranieri che avrebbero potuto divenire vittime di una battaglia quartiere per quartiere.
Visto che la sorte di Addis Abeba era segnata e che ogni tentativo di difesa sarebbe stato senza speranza, fu quindi presa la decisione di abbandonare la capitale e di spostare la sede del governo a Goré. Tuttavia tale decisione venne messa in discussione in un secondo consiglio da Ras Cassa che preferiva invece che l'imperatore si recasse in Europa, a Ginevra di fronte alla Società delle Nazioni, per lanciare un ultimo accorato appello in difesa dell'indipendenza dell'Etiopia.
Durante un terzo consiglio la proposta di Ras Cassa venne votata e ottenne una maggioranza schiacciante di 21 voti favorevoli e 3 contrari. L'imperatore accettò la decisione di malavoglia perché la sua partenza avrebbe potuto essere scambiata per una fuga, tuttavia alla fine dovette desistere e dopo aver ordinato di spostare a Goré la sede del governo prese il treno per Gibuti alle 4.00 della mattina del 2 maggio, arrivando a destinazione nella colonia francese nella mattina del 3 maggio, lì lo attendeva un piroscafo inglese che lo avrebbe accompagnato prima a Gerusalemme e poi a Londra.

### Le presa di Addis Abeba
Dopo la partenza dell'imperatore scoppiarono disordini ad Addis Abeba, la città, ormai senza controllo, era infatti alla mercé di criminali, briganti e razziatori. Preoccupato dall'incolumità dei propri connazionali, il governo francese sollecitò Mussolini ad occupare il più presto possibile la capitale etiope, allo scopo di ristabilire l'ordine. Sollecitato dal Duce, Badoglio informò Mussolini che già nella notte del 2 maggio avrebbe potuto occupare la capitale utilizzando gli ascari del generale Gallina che, avendo percorso con la loro colonna un tragitto differente non erano rimasti bloccati al passo Termabér ed erano quindi già giunti alle porte della capitale, tuttavia per motivi di prestigio e di convenienza si ritenne che l'entrata in città avrebbe dovuto essere riservata alle truppe nazionali.
La colonna principale si rimise in marcia il 3 maggio, Badoglio in persona ne prese il comando e il giorno seguente senza incontrare ostacoli arrivò alle porte della capitale erano le ore 16.00 del 5 maggio. Badoglio, di comune accordo con Lessona, decise quindi di inviare a Roma in leggero anticipo il telegramma che annunciava la presa della capitale: "Oggi 5 maggio, alle ore 16, alla testa delle truppe vittoriose, sono entrato in Addis Abeba"

Consegnato il dispaccio alla radio, Badoglio risalì sulla vettura e percorrendo con la colonna le vie della città si recò presso l'ambasciata d'Italia ad Addis Abeba chiamata Villa Italia, che venne raggiunta alle 17.45.

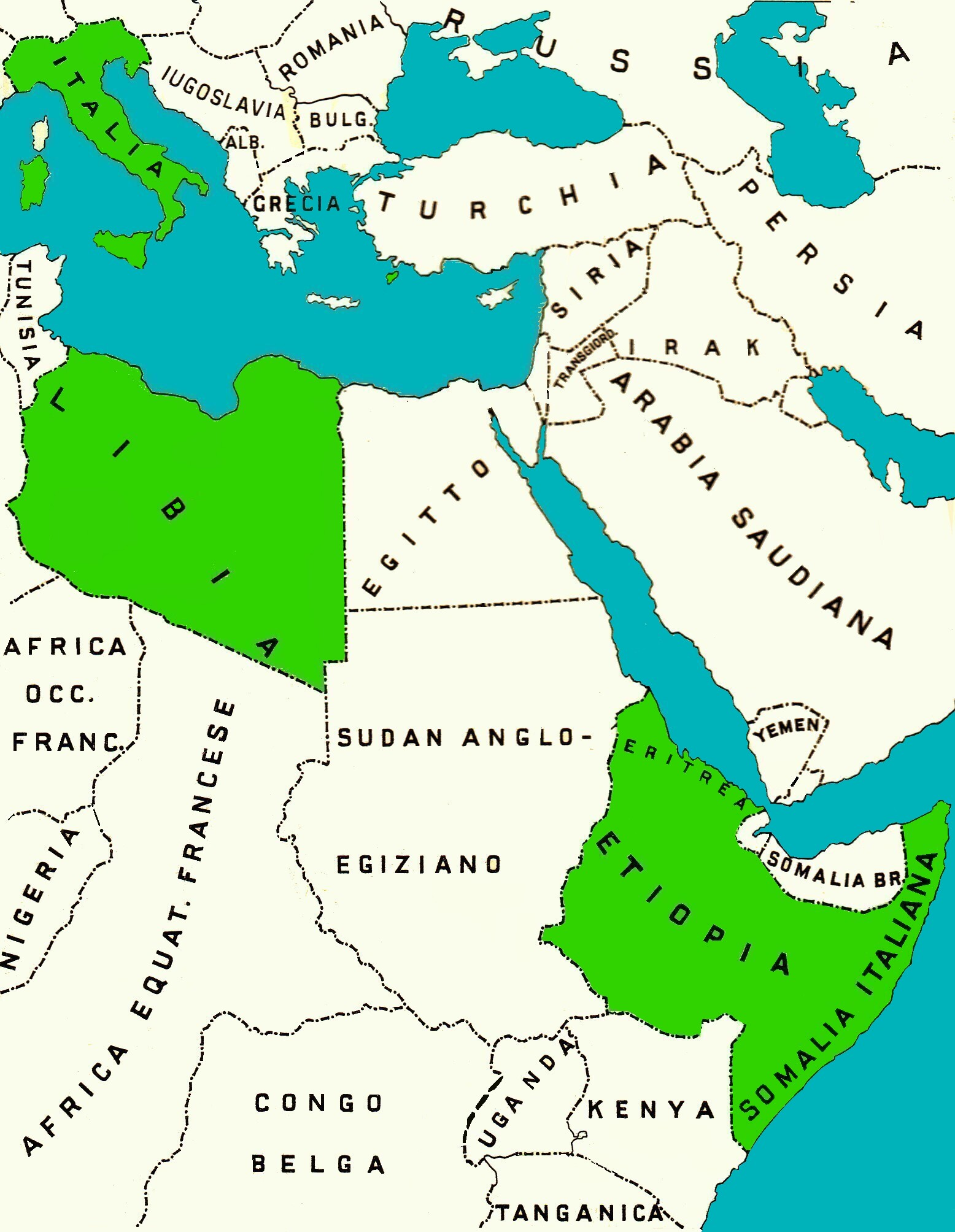
L'Italia e le sue colonie dopo la proclamazione dell'Impero

La cerimonia dell'alzabandiera del tricolore sul frontone della palazzina, salutata da alcuni aerei in volo, venne così descritta Giovanni Artieri, giornalista accreditato che aveva seguito la marcia "Quattro attenti, voce di Badoglio. Un silenzio enorme, allagato dalla pioggia. Rigagnoli sulle mani, sui volti, sulle canne dei moschetti, sulle foglie, sulle lame delle baionette. Tre volte salutiamo il Re, tre volte Mussolini. Pioggia o lacrime, il generale aviatore Magliocco ha il volto inondato, anche Badoglio..".
Mentre Badoglio rilasciava alla stampa estera alcune dichiarazioni, le truppe prendevano il controllo della città ristabilendo l'ordine e imponendo la legge marziale.

## Conseguenze
L'occupazione della capitale e il successivo incontro fra le truppe del fronte eritreo e somalo a Dire Daua sancirono formalmente la fine della guerra, ma in realtà la marcia sulla capitale, pur priva di rischi nell'immediato, si rivelò una mossa arrischiata nel medio periodo perché i 20000 uomini erano insufficienti per controllare il territorio circostante e la resistenza etiope interruppe le vie di comunicazione, in modo tale che Addis Abeba fu completamente isolata per intere settimane.
Badoglio, dopo una breve pausa rientrò in Italia, mentre Mussolini, dopo aver annunciato il 5 maggio che pace era stata ristabilita, si affrettò a proclamare l'impero quattro giorni dopo, sancendo così l'annessione integrale dell'Etiopia e mettendo di fronte al fatto compiuto le potenze europee.